# 海底熱泉
海底熱泉（hydrothermal vent）亦作海底熱液系統（Submarine Hydrothermal System），是從海底噴出經由地熱加熱過的水及其裂縫噴發口。通常發現於火山活動頻發、大陸板塊移動的地區及海盆、熱點附近。常見陸地類型為溫泉、火山噴氣孔和間歇泉。在海底常會形成海底煙柱，相對於同樣深度的其他海底地區，海底熱泉附近通常生物更為繁盛，它們倚靠分解熱泉中流出的礦物質為食。化能合成細菌和古生菌形成了此處食物鏈的最底層，支持着多樣化生物，包括巨型管蟲、一些蛤蜊和節肢動物的生存。活躍的海底熱泉还被認為存在於木星的衛星木衛二上，火星上可能还有古代的深海热泉。

## 物理性質

在此相圖中，綠色點線標示出了水的反常活動。綠色和藍色實線分別標示出了熔點和沸點在壓力下的變化情況。

在此相图中，绿色点线标示出了水的反常活动。绿色和蓝色实线分别标示出了熔点和沸点在压力下的变化情况

在中洋脊（例如東太平洋海隆和大西洋洋中脊）的海底熱泉最為典型，此處大陸板塊分離，並不斷生成新的陸塊。
相對於此深度通常大約2°C的環境水，海底熱泉中噴出的水之溫度可高達60至464°C。同時由於此深度極高的液體靜壓力，海底熱泉可能會成為超臨界流體。其在218標準大氣壓下在純水中的臨界點是375 °C。在水下3,000米的深度，壓力超過300標準大氣壓（海水密度超過淡水），因此在407 °C處成為超臨界流體 ，擁有介於氣體和液體之間的性質。
姊妹峰（Sister Peak，4°48′S 12°22′W / 4.800°S 12.367°W，海拔-2996米）、蝦場（Shrimp Farm）和墨菲斯托（Mephisto，4°48′S 12°23′W / 4.800°S 12.383°W，海拔-3047米）是三座擁有海底煙柱的深海熱泉，坐落於阿森松島附近的大西洋洋中脊，可能自2002年地震之後就開始活躍了。其水體有相變發生。2008年，其中一個被測到水溫超過464 °C。這種熱力學條件已經超過了海水應有的臨界點，這是第一個在洋中脊發現的岩漿-熱水交互作用現象。
最初的海底煙囪是由礦物質硬石膏沉積形成的。銅、鐵、鋅的硫化物礦物填塞其縫隙，減少孔洞。曾有記錄顯示海底煙囪可以快到每日增長30公分，到60公尺左右垮掉。2007年4月的調查顯示，斐濟附近的海底熱泉口有豐富的溶解鐵。

## 黑色和白色海底煙柱
一些深海熱泉會形成圓柱形的煙囪，其主要成份是熱泉中的礦物。當超高溫的熱泉接觸冰冷的海水時，礦物質沉澱析出變成煙囪的一部份，其中有些高達60米。
黑色海底煙柱是一類極深的深海熱泉，它們包含雲霧狀黑色物質，通常富含硫化物。黑色的海底煙柱首次在東太平洋海隆被發現于1977年，發現人是斯克里普斯海洋研究所的科學家，使用了伍茲霍爾海洋研究所的阿爾文號深潛器。現在黑色海底煙柱存在於大西洋和太平洋地區平均2100米深的水下。最北部的五個黑色煙柱被稱為洛基城堡，2008年，它們由卑爾根大學的科學家發現於格林蘭島和挪威之間北緯73°N的地點。這些黑色煙柱也發現於版塊活動不那麼活躍的地區。
白色海底煙柱的顏色較偏酸性黑色海底煙柱更淺，富含鋇、鈣和硅元素會導致這種情況發生。它們的溫度也較低，會持續形成檸檬酸循環。這裡偏鹼性水體和微觀結構被認為是生命起源的溫床。

## 生物

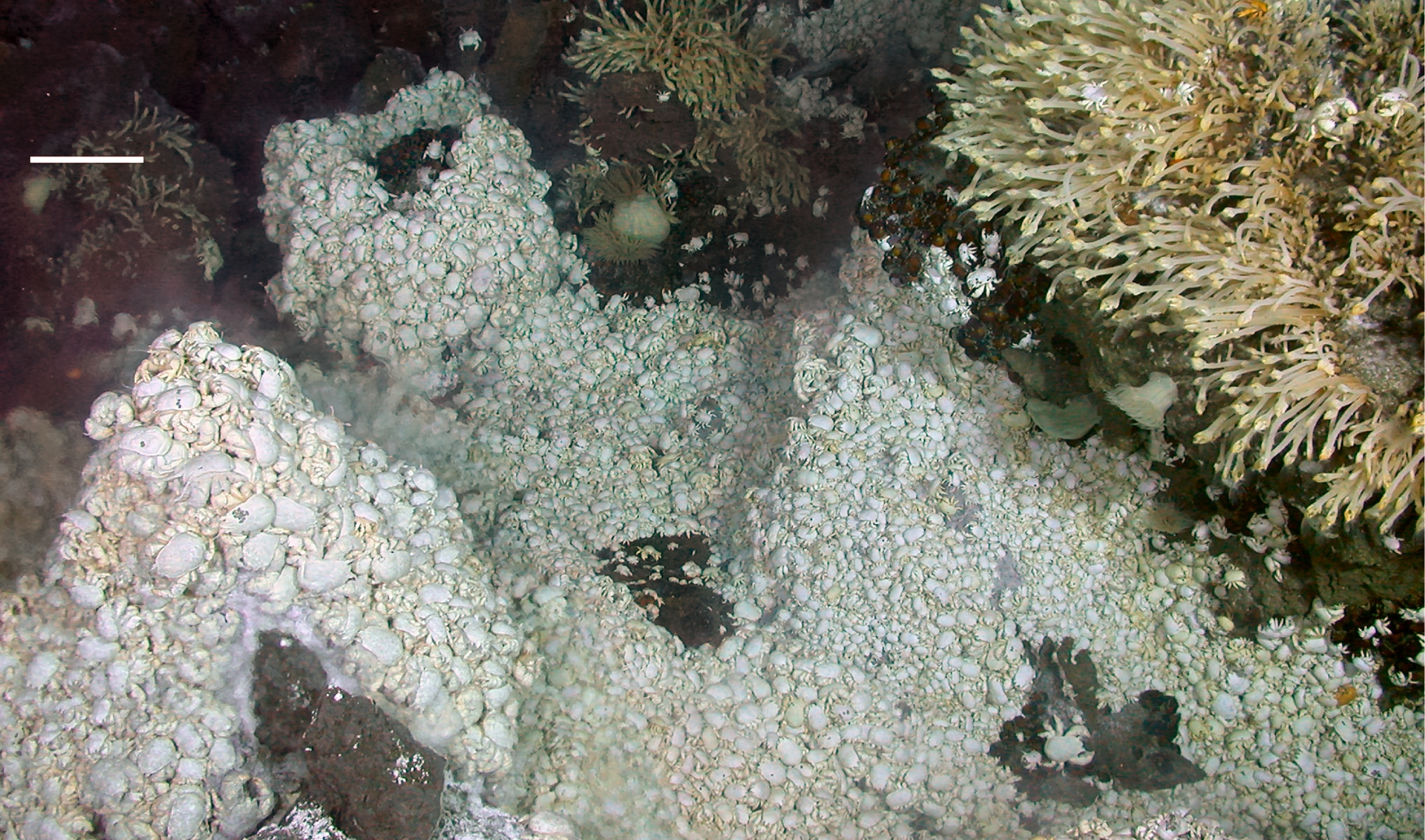
一些海底熱泉口生物繁盛

一般認為生物存活必須依靠陽光，但是許多深海生物能只依靠海底的沉積物為生。深海熱泉為這些生物提供了棲身之所，海底熱泉附近的水體富含礦物質及細菌。因此其附近通常會聚集著端足類和橈足類生物，更大型的生物還有魚類、甲殼綱生物、管蠕蟲和章魚。
巨型管蟲可長達2.4米，是深海熱泉附近最重要的生物之一。它們沒有嘴和消化道，依靠它們自身組織中的細菌生產的養分為生，每盎司管蠕蟲組織中約有2850億細菌。管蠕蟲紅色的羽狀組織中含有血紅蛋白。血紅蛋白和硫化氢结合，并且转移到生活在管狀蠕蟲体内的細菌。細菌回报给管蠕蟲含有碳化合物的養分。
其他生活在此地的奇特生物還有鱗足蝸牛，其非常奇特的足部附有鐵化物和有机材料形成的起保護作用的鱗片。可在80 °C（176 °F）高溫下存活的龐貝蟲也發現於此地。
1993年，已知有超過100種腹足類生物聚集在深海熱泉附近。超過300個新物種在熱液噴口被發現，其中不乏在地理上分開的熱液噴口地區被發現的“姐妹物種”。據信在北美洲板塊覆蓋原先的洋中脊時，東太平洋地區曾有一個單一的、生物地理獨立的海底熱泉生物群。

深海熱泉生物地質化學循環的循環圖

在墨西哥海岸附近2,500米深處海底發現有光養細菌存在，在此深度並無陽光。這些綠菌門的細菌依靠黑色海底煙柱發出的微光來進行光合作用，這是世界首次發現不使用陽光進行光合作用的生物。

## 探索
1949年，一個深海調查項目探測到紅海中心有不尋常的熱水反應。後來發現這些熱水來自于一個活躍的海床裂縫。
1977年，一個由俄勒岡州立大學的傑克·科利斯領導的海洋地質學家團隊在東太平洋海隆的加拉帕格斯裂谷海底熱泉附近發現了一個化能合成生態系統。1979年，生物學家們再次回到這裡利用伍兹霍尔海洋研究所的DSV Alvin號深海潜艇來探測裂谷，亲眼目睹了海底熱泉生物群落。同年，彼得·朗斯代爾發表了第一篇關於海底熱泉生物群落的科學論文。
2005年，一家叫做Neptune Resources NL的海洋探測公司開始了對新西蘭專屬經濟區克尔玛德克岛弧進行海底块状硫化物矿床探索。2007年4月，哥斯達黎加附近的美杜莎深海熱泉田也開始了探索工作。2010年，開曼海溝的皮卡爾德（Piccard site，18°33′N 81°43′W / 18.550°N 81.717°W，深度5,000（16,000英尺））被伍茲霍爾海洋研究所和NASA噴氣推進實驗室的科學家發現。該深海熱泉帶長達110千米，也是世界上已知最深的深海熱泉。
2020年5月28日，中国科学院海洋研究所聲稱其旗下的“科学”号科考船在深海热液区首次观测到气态水存在。

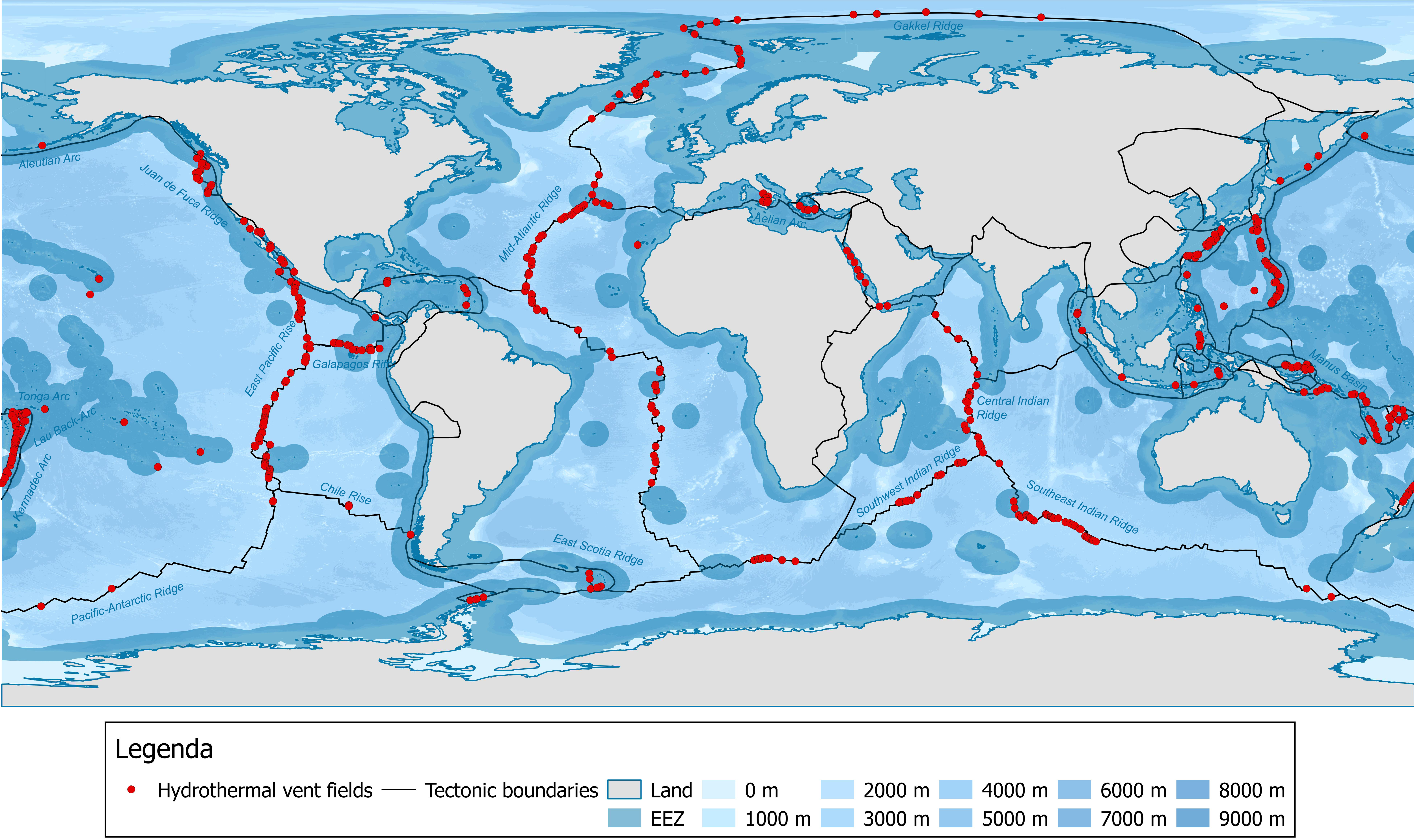
海底热泉分布图

## 開發
因為有豐富的海底块状硫化物矿床，深海熱泉成爲了海底開發的一個重要地區。澳大利亞昆士蘭的伊薩山就是著名的開發地之一。開發這些地區被認為極有經濟價值。
開發這些海地礦產可能會破壞深海熱泉附近的生態系統，因此在開發之前需要有許多保護和控制措施。

## 保護
同時關於保護深海熱泉的話題由來已久，在过去的20年中时常变成激烈话题。實際上需要指出的是，目前為止對深海熱泉造成了破壞的還包括那些探索此地的科學家們。虽然有多次企图规范科學家們考察行为的國際公約，不過現在仍沒有旨在保護深海熱泉的國際公約。

## 擴展閱讀
- Van Dover CL, Humphris SE, Fornari D, Cavanaugh CM, Collier R, Goffredi SK, Hashimoto J, Lilley MD, Reysenbach AL, Shank TM, Von Damm KL, Banta A, Gallant RM, Gotz D, Green D, Hall J, Harmer TL, Hurtado LA, Johnson P, McKiness ZP, Meredith C, Olson E, Pan IL, Turnipseed M, Won Y, Young CR 3rd, Vrijenhoek RC. . Science. 2001, 294 (5543): 818–23. Bibcode:2001Sci...294..818V. PMID 11557843. doi:10.1126/science.1064574.
- Van Dover, Cindy Lee. . Princeton University Press. 2000. ISBN 0-691-04929-7.
- Beatty JT, Overmann J, Lince MT, Manske AK, Lang AS, Blankenship RE, Van Dover CL, Martinson TA, Plumley FG. . Proceedings of the National Academy of Sciences. 2005, 102 (26): 9306–10. Bibcode:2005PNAS..102.9306B. PMC 1166624 . PMID 15967984. doi:10.1073/pnas.0503674102.
- Glyn Ford and Jonathan Simnett, Silver from the Sea, September/October 1982, Volume 33, Number 5, Saudi Aramco World Accessed 17 October 2005
- Ballard, Robert D., 2000, The Eternal Darkness, Princeton University Press.
- http://www.botos.com/marine/vents01.html#body_4 （页面存档备份，存于）

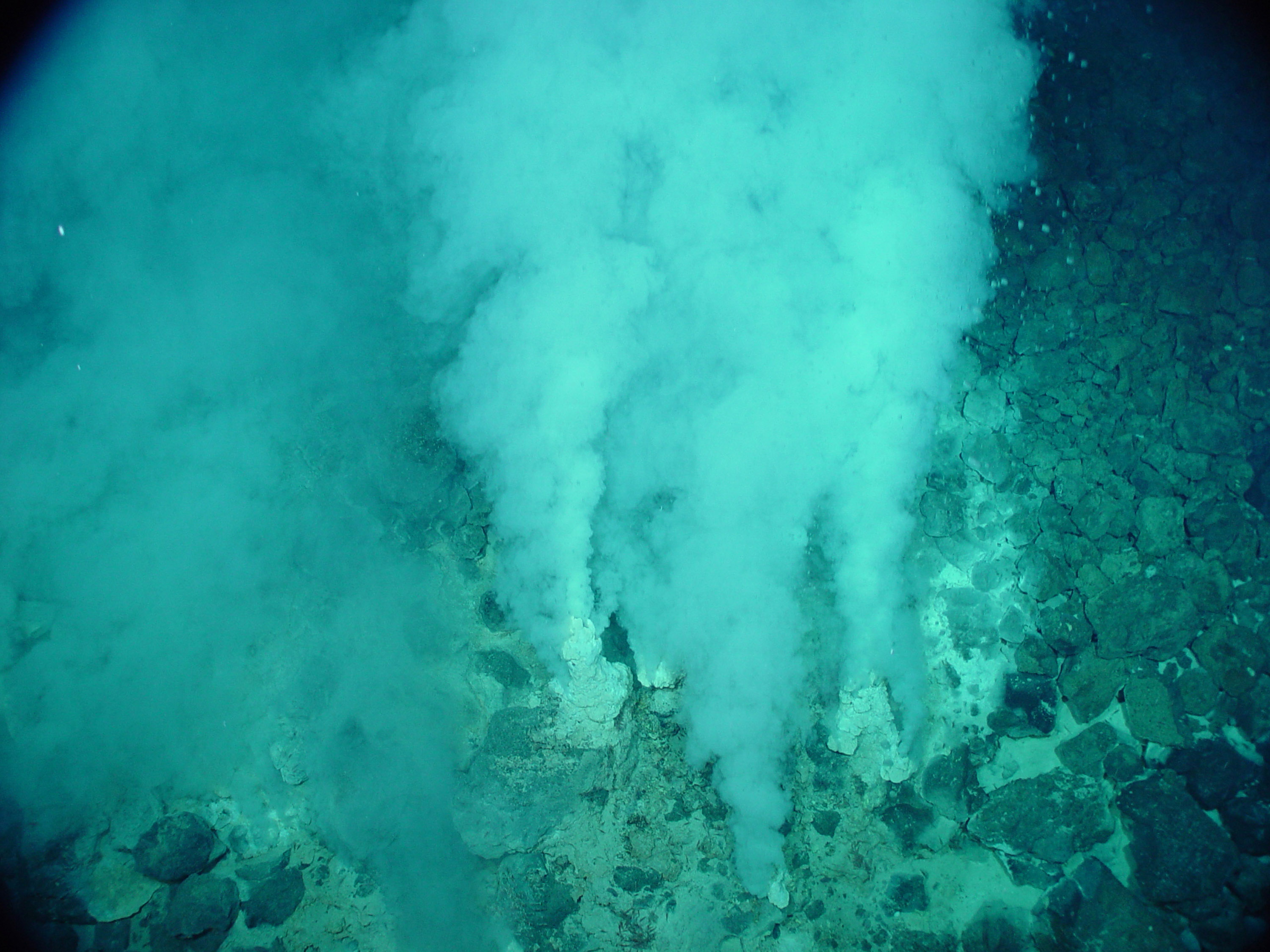
香槟噴發口（Champagne vent）的白色海底煙柱噴發液體二氧化碳，地点位于Eifuku 火山东北

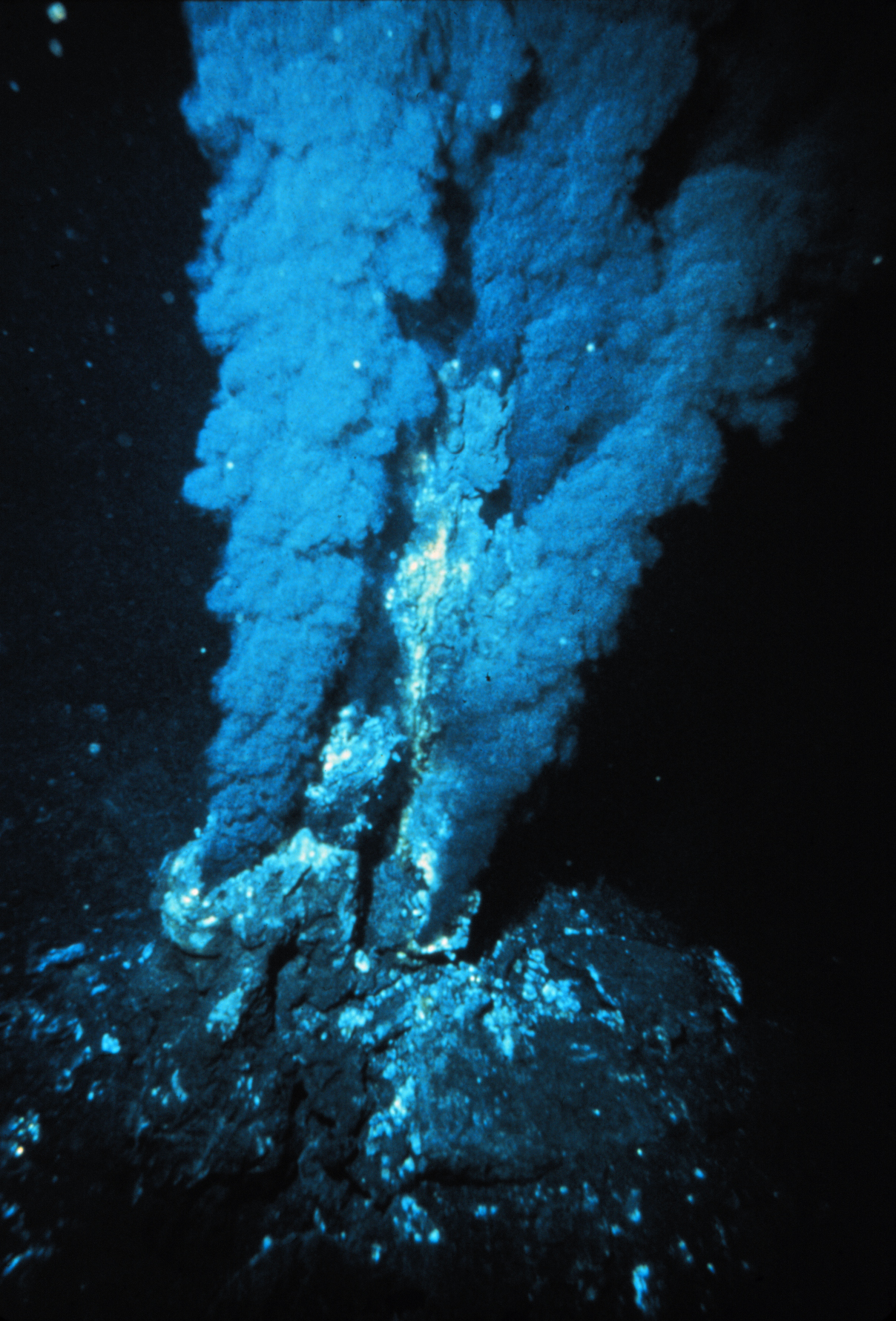
大西洋海底的深海熱泉

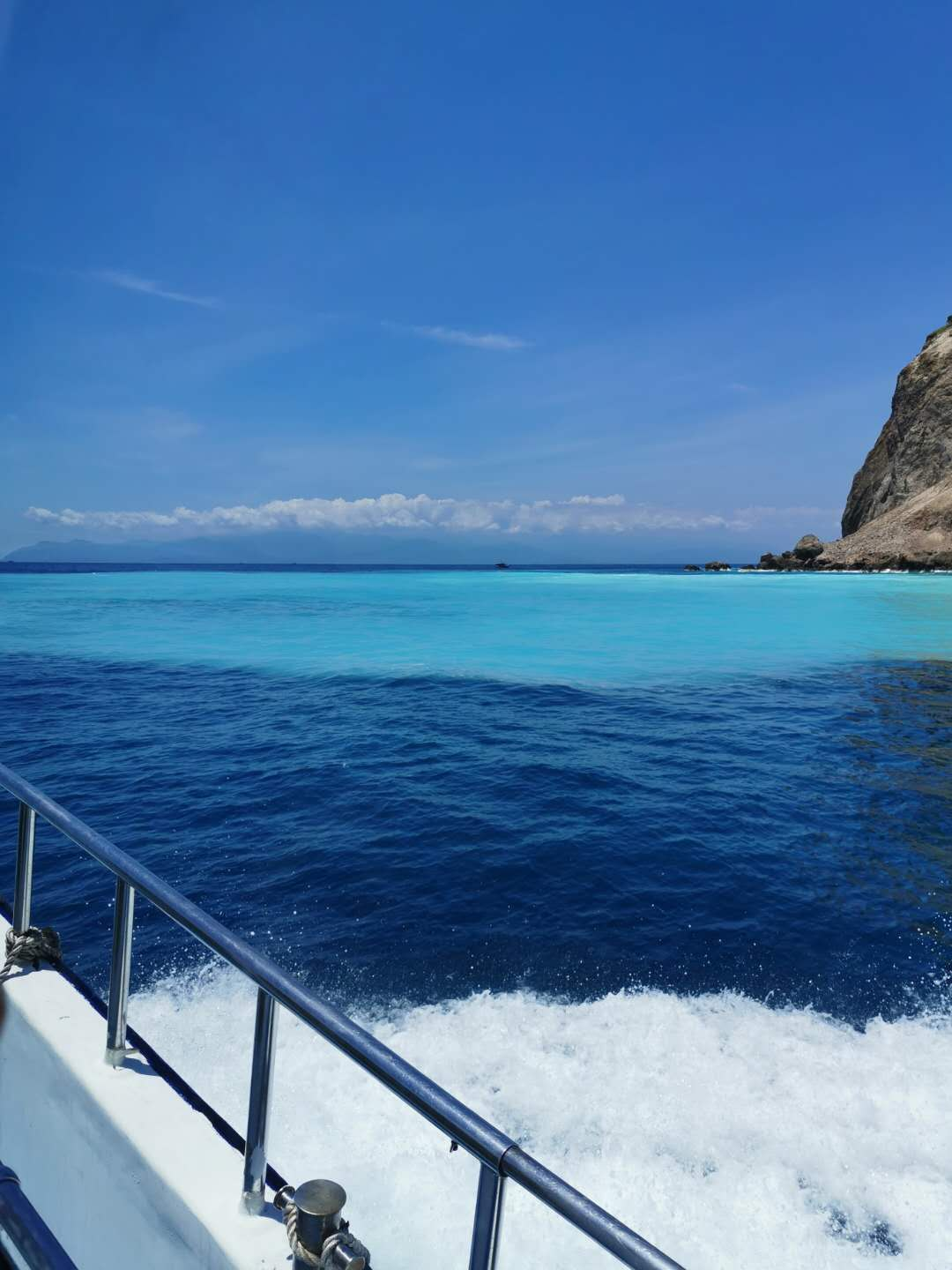
龜山島牛奶海即因海底熱泉而形成

- Anaerobic respiration on tellurate and other metalloids in bacteria from hydrothermal vent fields in the eastern pacific ocean （页面存档备份，存于）
- Andrea Koschinsky, Dieter Garbe-Schönberg, Sylvia Sander, Katja Schmidt, Hans-Hermann Gennerich and Harald Strauss. . Geology. August 2008, 36 (8): 615–618  [2010-06-18]. doi:10.1130/G24726A.1. （原始内容存档于2010-06-25）.
- Catherine Brahic. . New Scientist. 2008-08-04  [2010-06-18]. （原始内容存档于2015-06-12）.
- Josh Hill. . The Daily Galaxy. 2008-08-05  [2010-06-18]. （原始内容存档于2017-11-07）.

## 外部連結
- Ocean Explorer (www.oceanexplorer.noaa.gov) （页面存档备份，存于） - Public outreach site for explorations sponsored by the Office of Ocean Exploration.
- Hydrothermal Vents Video （页面存档备份，存于） - The Smithsonian Institution's Ocean Portal
- Vent geochemistry （页面存档备份，存于）
- a good overview of hydrothermal vent biology, published in 2006 （页面存档备份，存于） (PDF)
- Images of Hydrothermal Vents in Indian Ocean- Released by National Science Foundation （页面存档备份，存于）
- How to Build a Hydrothermal Vent Chimney （页面存档备份，存于）
- NOAA, Ocean Explorer YouTube Channel （页面存档备份，存于）